# زولت فوزيسي
زولت فوزيسي (بالمجرية: Füzesi Zsolt)‏ هو لاعب كرة قدم مجري في مركز الهجوم، ولد في 23 يناير 1977 في بودابست في المجر. لعب مع نادي تاتابانيا ‏.